# Rhododendron aequabile
Rhododendron aequabile är en ljungväxtart som beskrevs av J. J. Smith. Rhododendron aequabile ingår i släktet rododendron, och familjen ljungväxter. Inga underarter finns listade i Catalogue of Life.